# Drottninggatan, Norrköping

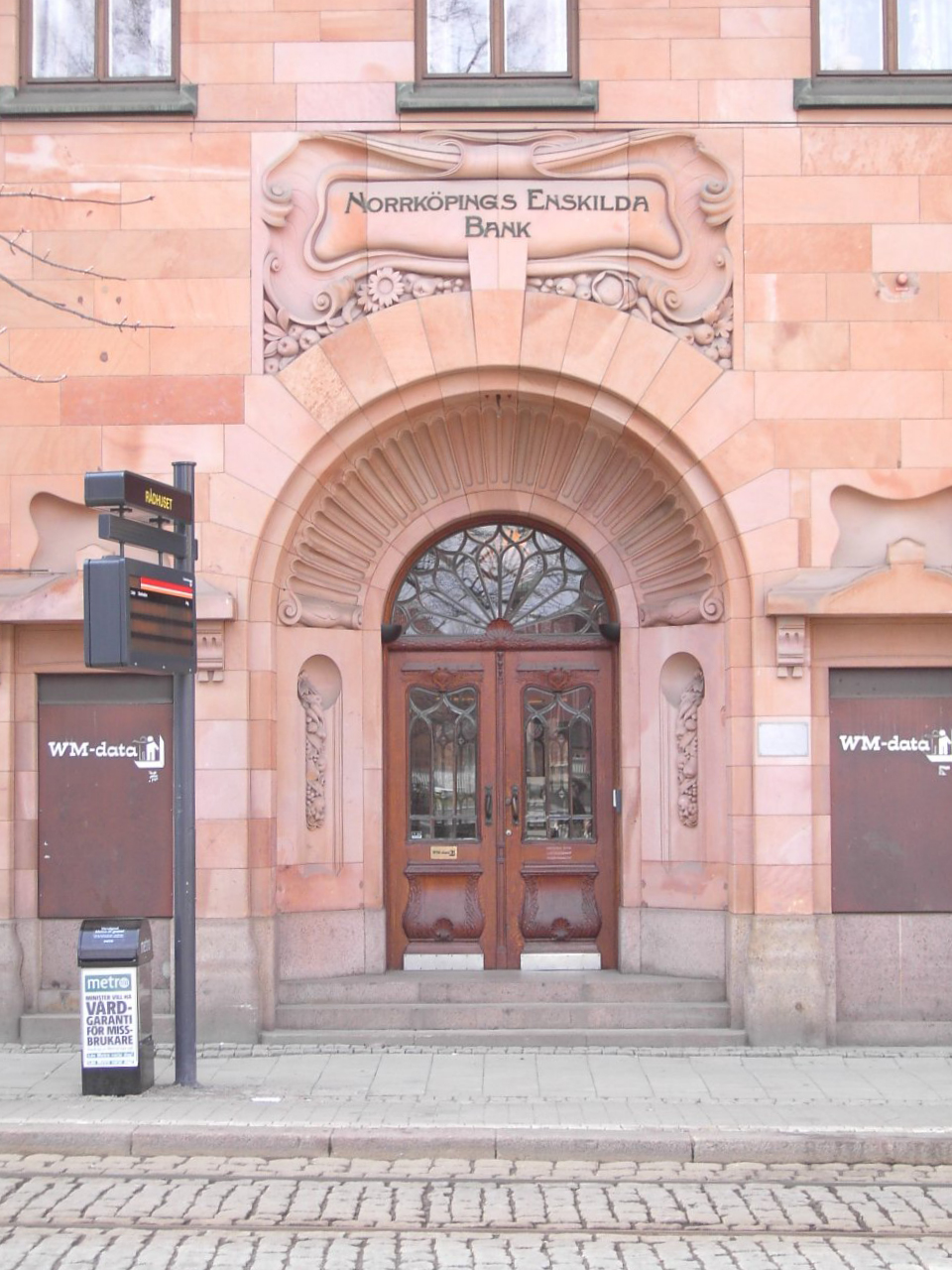
Tidigare Norrköpings Enskilda Banks kontorshus i röd sandsten från 1899–1902, Drottninggatan 8, vid Stortorget

Drottninggatan är affärsgata i Norrköping, som leder från järnvägsstationen genom Carl Johans park, över Motala ström på Saltängsbron, förbi Rådhuset och Stadsbiblioteket, fram till Norrköpings Konstmuseum.
Gatan tillkom 1648 som en del av den nya stadsplanen och kallades då ”gatan från Nya stadsbron och till Södra tullporten”. I ett köpebrev 1660 nämns namnet ”Drotnings gathen” första gången. Gatan kallades ibland Söder Storgata (och Kungsgatan kallades Norr Storgata). Sträckan norr om Motala ström hette Järnvägsgatan 1866–1958.
På Drottninggatan går spårvagnslinje 3 mellan järnvägsstationen och Söder tull. Linje 2 går på Drottninggatan mellan järnvägsstationen och Rådhuset, där den svänger in österut på Trädgårdsgatan.